# Kinematograf

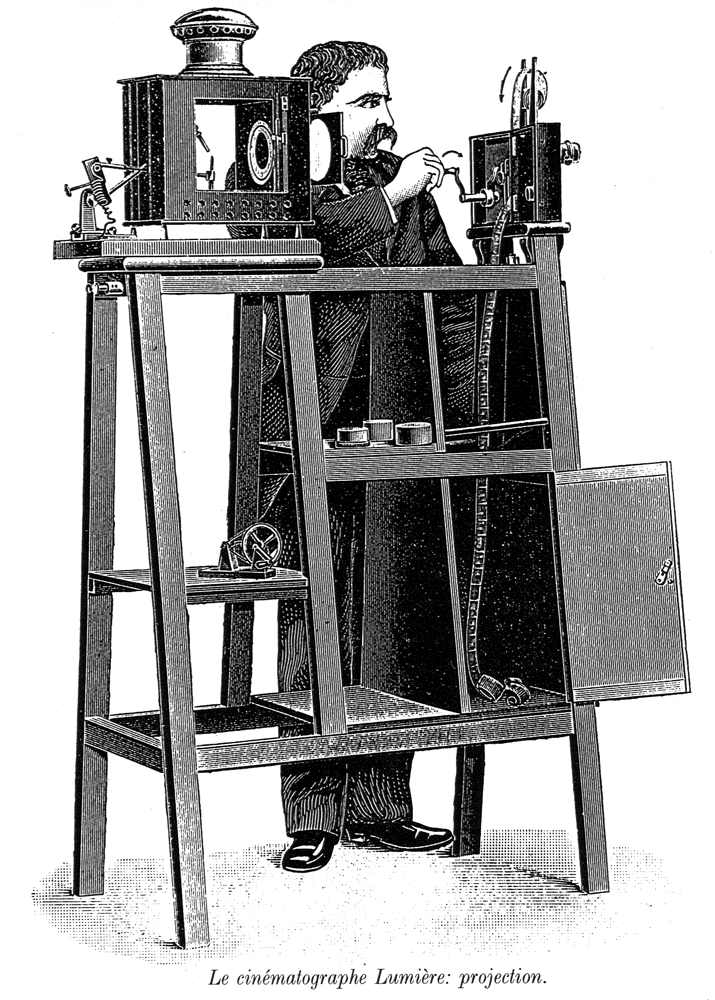
Kinematograf

Kinematograf (inaczej kinomatograf) – aparat do realizacji ekranowej projekcji ruchomych obrazów. Słowo „kinematograf” pochodzi od greckich słów: kinematos (oznaczającego „ruch”) i gráphein (tłumaczonego jako „pisać”). Skonstruowali go w roku 1895 we Francji bracia Louis i August Lumière (patent z 13 lutego 1895). Pierwsza publiczna projekcja ich filmów miała miejsce 28 grudnia 1895 roku w paryskim Salonie Indyjskim Grand Cafe. Wyświetlono wówczas m.in.: Wyjście robotników z fabryki Lumière w Lyonie, Śniadanie, Polewacz polany.